# Albert Sérol
Claude Antoine Marie Albert Sérol, né le 21 juillet 1877 à Roanne (Loire) et mort le 9 mai 1961 dans la même ville, est un homme politique français.

## Biographie
Fils d'un avoué de Roanne, il est attiré par le droit et, après ses études, s'inscrit comme avocat au barreau de Roanne dont il deviendra le bâtonnier en 1928.
Dès 1908, il s'intéresse à la vie publique et à la politique en se faisant élire conseiller municipal de Roanne.
D'abord adjoint au maire, puis maire de Roanne, il se présente sans succès aux élections législatives en 1910 et 1914, mais est élu conseiller général en 1919.
En 1924, il est élu, le 11 mai, au scrutin de liste, député de la Loire sur une liste du cartel des forces de gauche, avec 86.199 suffrages sur 188.598 inscrits et 154.758 votants. À partir de ce moment, il siégera à la Chambre des députés jusqu'à la Seconde Guerre mondiale comme député de la Loire.
Dès ce premier mandat législatif, il fait partie de la commission de la législation civile et criminelle dont il sera le rapporteur à plusieurs reprises, puis le secrétaire et dont il finira par devenir le président en 1932 et le restera jusqu'à 1940.
Il s'intéresse déjà tout particulièrement aux problèmes de caractère juridique et commence à déposer plusieurs propositions de lois qu'il reprendra durant ses mandats successifs.
Aux élections de 1928 qui marquent le retour au scrutin uninominal, il est élu, sous l'étiquette socialiste SFIO, au second tour, député de la 1re circonscription de Roanne avec 11.512 voix contre 9.249 à M. Bonnet sur 12.710 votants et 26.897 inscrits.
Il sera réélu le 1er mai 1932, au premier tour, avec 11.484 voix contre 8.604 à M. Fauconnet sur 26.584 inscrits et 21.366 votants, et le 26 avril 1936, au second tour, avec 11.875 voix contre 9.928 à M. Morlot sur 26.814 inscrits et 22.040 votants.
À la Chambre des députés où il est inscrit au groupe socialiste SFIO, il développe une très grande activité soit dans les commissions - outre la commission de la législation civile et criminelle, il est membre de la commission spéciale chargée d'examiner les projets sociaux et de la commission de l'armée - soit en séance publique, en déposant de nombreuses propositions de loi ou de résolution, en intervenant fréquemment dans la discussion des textes, ou en prenant part aux débats de politique lors de la discussion d'interpellations.
Nombreux sont les textes législatifs dont il est l'auteur, qui sont relatifs à des questions purement juridiques, comme la modification du code civil, la modification du code de procédure civile ou celle du code d'instruction criminelle ou à des questions intéressant la réforme des pensions civiles et militaires, l'emploi obligatoire de mutilés de guerre ou la retraite des anciens combattants. Notons aussi ses propositions de loi de caractère social, comme celles relatives aux accidents du travail, à la retraite des ouvriers des établissements industriels de l'État, aux assurances sociales, à la protection de l'épargne publique, etc.
Mais c'est surtout durant la législature de 1936-1940 qu'il donne sa pleine mesure de juriste et de socialiste en intervenant, en qualité de président de la commission de la législation civile, dans la discussion des projets de loi instituant la semaine de 40 heures dans les établissements industriels et commerciaux, instituant des prélèvements sur les salaires, indemnités et retraites des fonctionnaires de l'État et des services civils, tendant à réprimer la hausse injustifiée des prix ou modifiant la loi de 1881 sur la presse.
Il fait partie pour la première fois d'un gouvernement le 13 mars 1938 en qualité de ministre du Travail dans le deuxième cabinet Léon Blum, jusqu'au 8 avril 1938 lorsque le gouvernement est conduit à démissionner après avoir été mis en minorité par le Sénat.
Le président Paul Reynaud l'appelle à faire partie de son cabinet en qualité de garde des Sceaux, ministre de la Justice, du 21 mars 1940 au 14 juin 1940. C'est à ce titre qu'il interviendra à la Chambre dans la discussion du projet de loi relatif à la prorogation de jouissance et à l'augmentation des loyers des locaux à usage d'habitation et professionnel.
Son nom est associé au décret Sérol du 9 avril 1940 qui autorise la condamnation à mort de personnes soupçonnées de démoralisation de l'armée ou de la nation.
Il fait partie des 6 ministres qui, lors du dernier conseil des ministres du cabinet Reynaud le 15 juin 1940, souhaitent la poursuite des combats et refusent la proposition Chautemps de demander les conditions d'un armistice à l'Allemagne (les autres étant Delbos, Marin, Monnet, Rio, Rollin, contre 13 ministres en faveur de la proposition Chautemps : Baudouin, Bouthillier, Chautemps, Chichery, Eynac, Frossard, Jules-Julien, Pernot, Pétain, Pomaret, Queuille, Thellier, Ybarnégaray).
Le 10 juillet 1940, il est l'un des vingt parlementaires qui, à Vichy, s'abstiennent volontairement lors du vote sur la délégation des pouvoirs constituants au maréchal Pétain.
Révoqué de ses fonctions de maire et de conseiller général, il se consacre alors à sa profession d'avocat. Il est inhumé au cimetière Saint-Claude de Roanne.

## Le décret Sérol
Il signe en avril 1940 comme garde des sceaux le décret Sérol qui étend la condamnation à mort de tout français qui aura participé sciemment à une entreprise de démoralisation de l'armée ou de la nation.
Le décret du 12 avril 1940 visait plus particulièrement les communistes, dont le Parti avait déjà été dissous par le décret-loi du 26 septembre 1939 (l'article 12 de la Loi de 1901 est abrogé et remplacé par un Titre IV), et dont les élus avaient été déchus de leurs mandats par la loi du 20 janvier 1940, nombre de députés condamnés à mort ou embastillés,.

## Mandats et fonctions

### Fonctions gouvernementales

#### Ministre
- 13 mars 1938 - 8 avril 1938 : Ministre du Travail
- 22 mars 1940 - 16 juin 1940 : Garde des Sceaux, ministre de la Justice

### Mandats parlementaires
- 11 mai 1924 - 31 mai 1942 : Député de la Loire

### Mandats locaux
- 11 décembre 1919 - 28 septembre 1940 : Maire de Roanne
- 11 décembre 1919 - 28 septembre 1940 : Conseiller général du canton de Roanne

### Sources bibliographiques
- « Albert Sérol », dans le Dictionnaire des parlementaires français (1889-1940), sous la direction de Jean Jolly, PUF, 1960 [détail de l’édition]
- Olivier Wieviorka, Les orphelins de la République : destinées des députés et des sénateurs français, 1940-1945, Paris, Seuil, coll. « L'univers historique », 2015 (1re éd. 2001), 472 p. (ISBN 978-2-02-128374-7, présentation en ligne), [présentation en ligne].
- Édouard Barthe, Le combat d'un parlementaire sous Vichy, Éd. Singulières, 2007 (ISBN 978-2-35478-005-0).